# Nuraghe Nercone
La nuraghe Nercone est un site de la culture nuraghique se trouvant dans le secteur de Talana, en Sardaigne, dans la province de l'Ogliastra. Du site on voit l'imposante montagne de Perda Liana, la «  pierre de la plaine » et "Monument Valley sarde", déclarée monument naturel en 1993, à la fois  « rocher de légende » et  « repère et symbole » pour les Sardes. 

## Situation

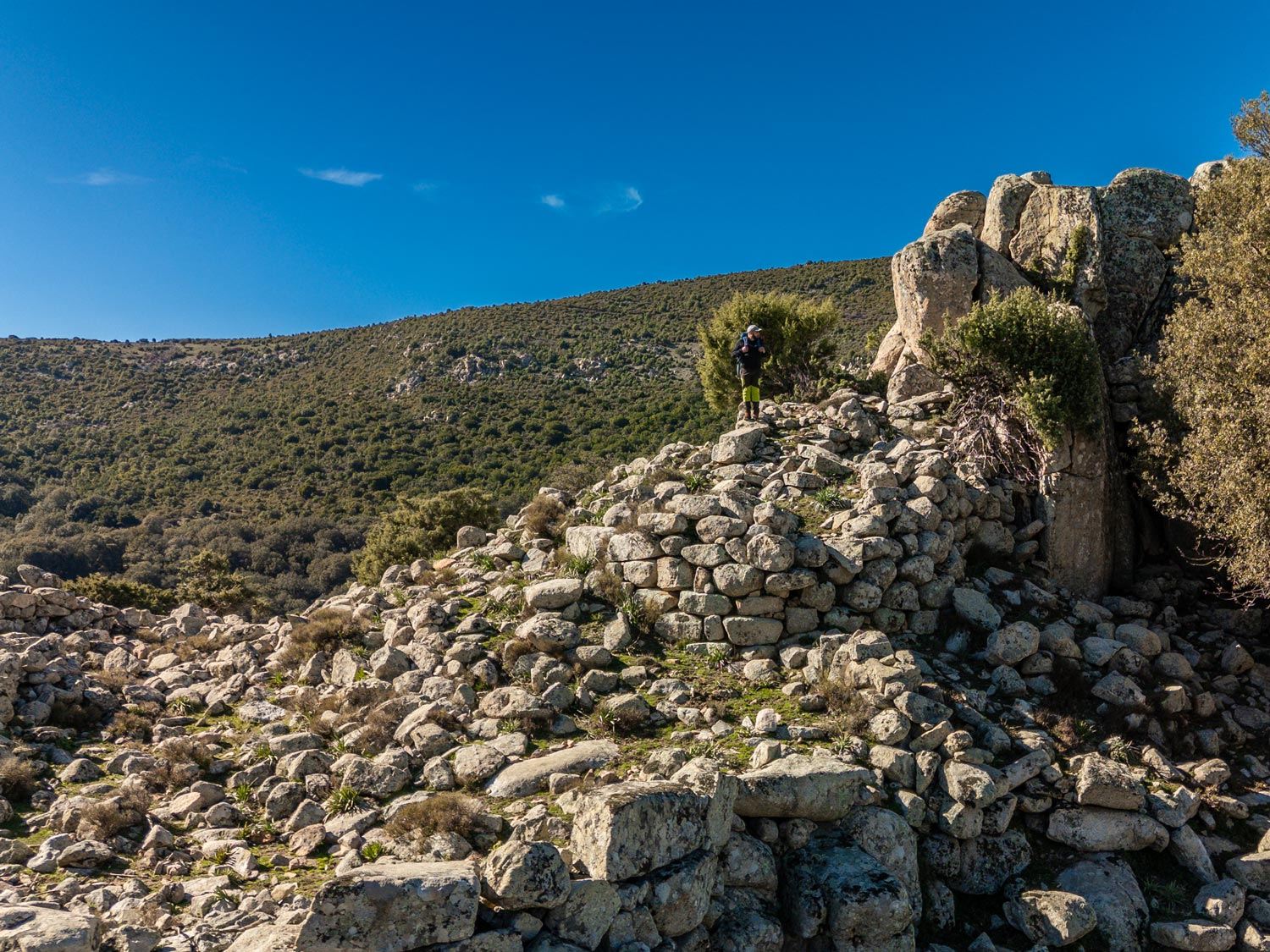

Accessible par une petite route et situé à une altitude d'environ 1037 mètres, le site nuraghique se trouve dans un paysage remarqué, en pleine nature entre Ogliastra  et Gennargentu . Accessible par la route de Talana, qui se connecte à la SS3898 avant la fontaine e surgu sur la droite, il comprend deux nuraghe, un village et une tombe de géants.
Parmi les nombreux autres tombeaux de géants, situés à courte distance de Talana, ceux de Bau 'e Tanca (près du nuraghe du même nom), et Surgu,
.

## La nuraghe
Le Nuraghe Nercone fait partie d'un complexe nuragique, avec une tour centrale et des structures secondaires environnantes, encore visibles aujourd'hui sous des formes partiellement identifiables.
Le territoire de Talana, situé au cœur de la région historique de l'Ogliastra en Sardaigne, est d'une richesse archéologique exceptionnelle, caractérisée par une forte concentration de vestiges de la civilisation nuragique. Cette culture  a prospéré de l'Âge du Bronze moyen (XVIIIe siècle av. J.-C.) jusqu'au début de l'Âge du Fer (IIe siècle av. J.-C.). La commune de Talana compte pas moins d'environ 70 sites nuragiques recensés, parmi lesquels se distinguent plusieurs nuraghes, des tombes des géants et des vestiges de villages dont l' important site de nercone .Le site nuragique se trouve proche du  Complexe nuragique de S'Arcu'e Is Forros et  il nuraghe Bau e Tanca sur un  haut plateau 
Il existe deux nuraghes avec un village et tous proche une tombe de géants  autour du site archéologique 

## La tombe de géants
La tombe des géants de Nercone, à 1045 mètres d'altitude, caractérisée par une chambre funéraire de 8 mètres de long, construite avec des rangées de blocs bien travaillés, et un cercle  imposant de  12 mètres de large.